# 豊竹咲甫太夫
豊竹 咲甫太夫（とよたけ さきほだゆう）は、義太夫節の太夫。二代を数える。定紋は抱き柏に隅立て四つ目。

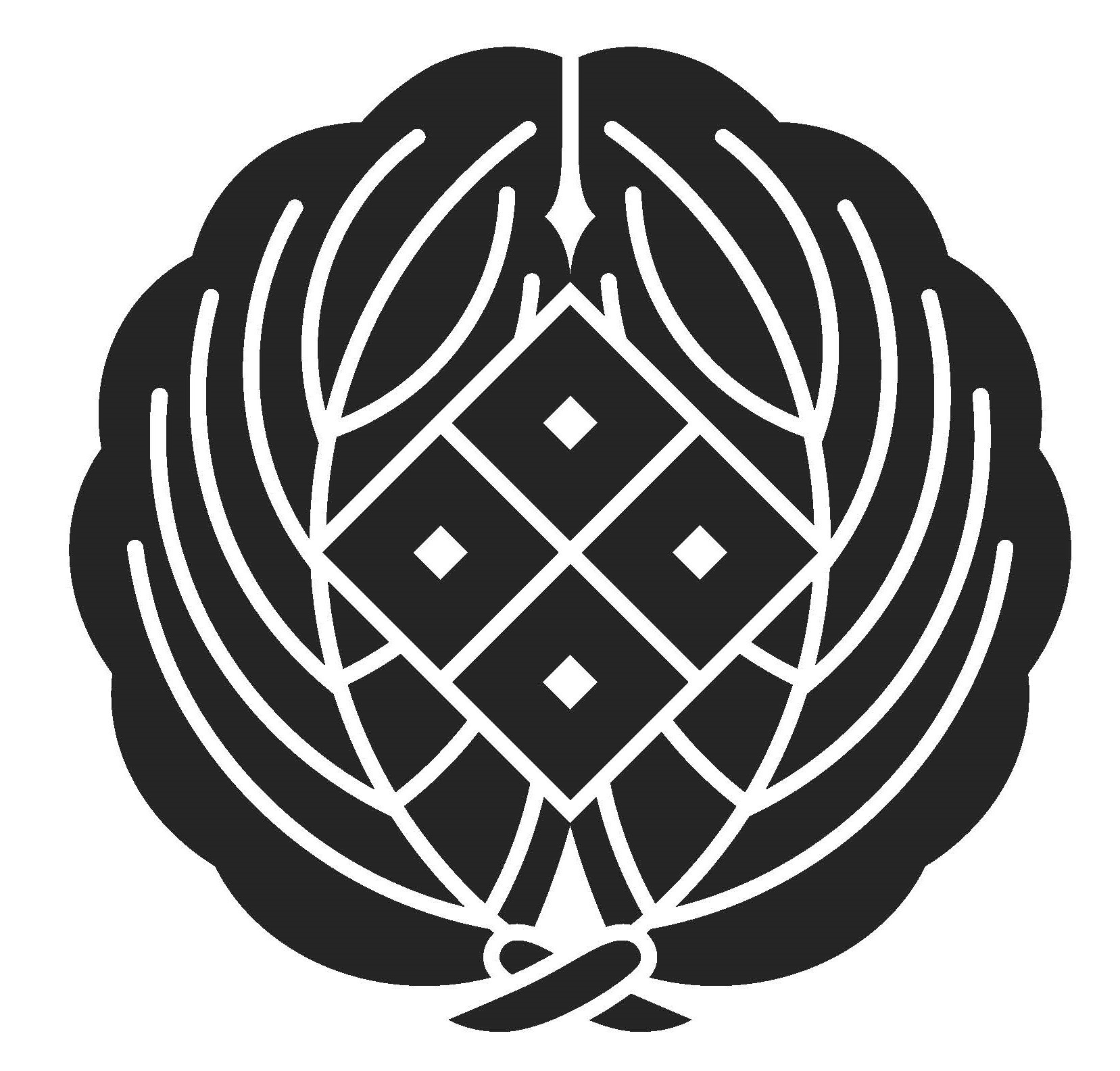
抱き柏に隅立て四つ目

## 初代
初代豊竹咲甫太夫 → 六代目竹本織太夫
（詳細は六代目竹本織太夫を参照）

## 二代目
初代の子息。
2018年6月6日、父 六代目竹本織太夫に入門し、二代目豊竹咲甫太夫を名乗る。